# Contea di Fushun (Liaoning)
La contea di Fushun (抚顺县S, Fǔshùn XiànP) è una contea della Cina, situata nella provincia di Liaoning e amministrata dalla prefettura di Fushun.